# Koboldmakifélék

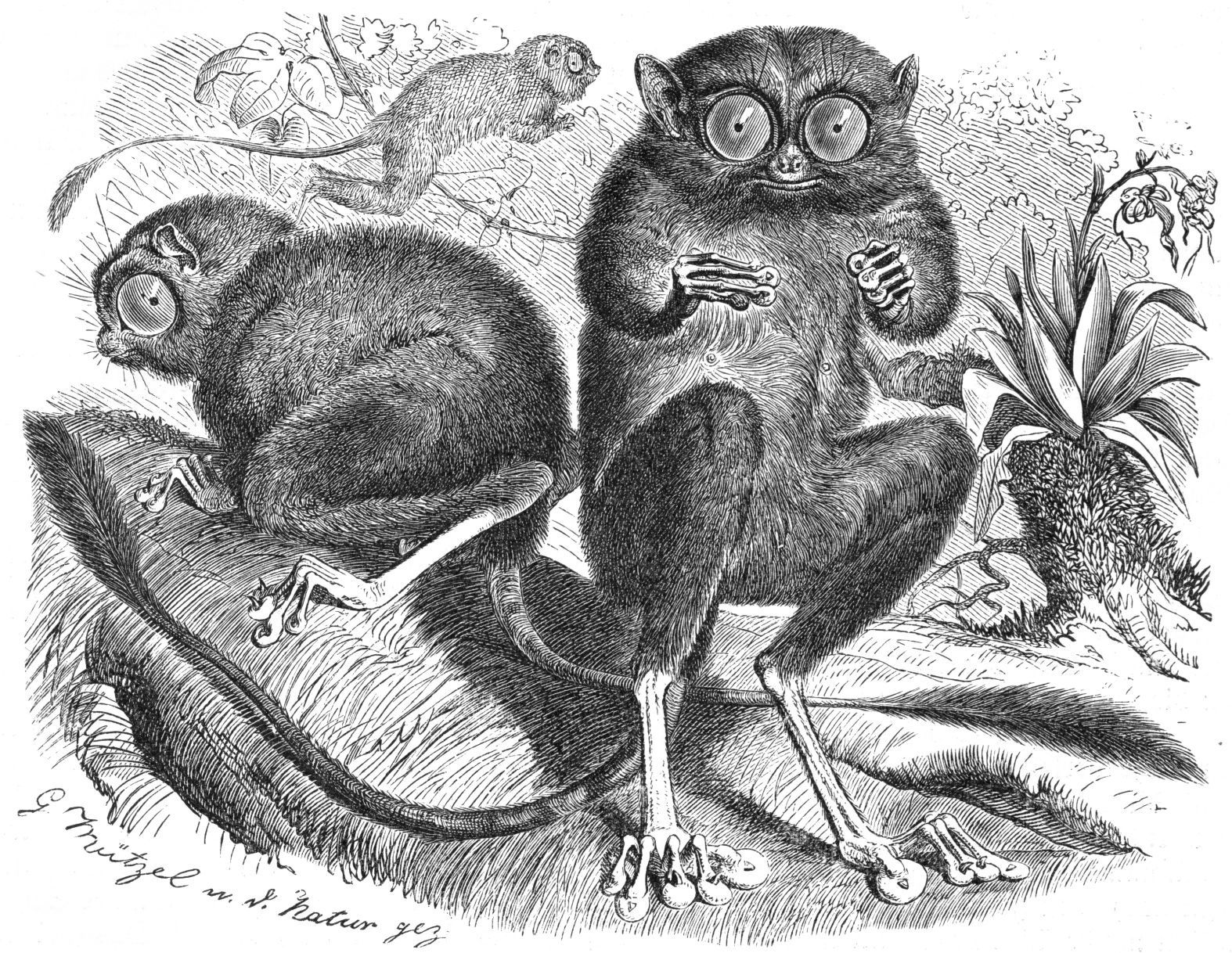
Celebeszi koboldmakik (Tarsius tarsier)

A koboldmakifélék (Tarsiidae) családjába egyetlen nem tartozik, a koboldmaki (Tarsius). Egyfajta sajátos, átmeneti helyet foglalnak el a félmajmok és a majmok között: megjelenésük és életmódjuk inkább a félmajmokra, hallószervük felépítése és vérszérumuk inkább a majmokéra emlékeztet. Latin nevüket meghosszabbodott lábtőcsontjukról (tarsus) kapták; ez, valamint az összenőtt síp- és szárkapocscsont teszi lehetővé, hogy nagyokat ugorjanak.

## Elterjedésük, élőhelyük
A délkelet-ázsiai szigetek dzsungeleiben élnek a Fülöp-szigetektől Dél-Szumátráig, a tengerszinttől 1200 m magasságig.

## Megjelenésük
Magyar nevüket az éjszakai életmódhoz alkalmazkodott, feltűnően nagy, párhuzamosan előre néző szemeiknek köszönhetik. Retinájuk mögül hiányzik az éjszakai emlősökre jellemző tapetum lucidum, azaz fényvisszaverő réteg. Ezt valószínűleg a földtörténet paleocén időszakában veszíthették el őseik (az ősmaradványok alapján föltehetőleg az omomifélék), amikor átmenetileg nappali életmódra tértek át. (A többi félmajom, így a lajhármaki-alkatúak, karmosmaki-alkatúak és a makialkatúak megtartották a tapetum lucidumot.) Az éjszakai életmódra visszatérő koboldmakik nem növesztették "vissza" a fényvisszaverő réteget, hanem a szemeik nőttek meg – olyannyira, hogy már azokat forgatni is nehéz. A koboldmakik ezért inkább egész fejüket fordítják el: fejüket mindkét oldalra képesek 180 fokkal elforgatni!
Fülük is feltűnően nagy, hártyás, a két fül egymástól függetlenül mozgatható.
Kitűnően ugranak: lábaik testarányosan olyan hosszúak, mint a békák vagy a szöcskék lábai. Az is a békákhoz hasonló jellegzetességük, hogy alsó lábszáruk két csontja, a sípcsont (tibia) és a szárkapocscsont (fibula) egyetlen, erős csontba forrt össze: ez a tibiofibula. Egy koboldmaki elugorhat akár három méterre is vagy felugorhat akár másfél méterre is. Farkuk hosszú és izmos; azzal kormányozzák magukat ugrás közben.
Ujjaikon (akár a többi főemlősén, a második és a harmadik ujjon kifejlődött "ápolókarmok" kivételével) körmök nőnek.

## Életmódjuk
Főleg rovarokat és kis hüllőket esznek. Kedvelik a függőleges ágakat; azokon kéz- és lábujjaikkal, illetve az azok végén levő tapadókorongokkal kapaszkodnak. Területüket vizeletükkel és a mellükön található mirigy váladékával jelölik meg.

## Rendszerezés
A koboldmakifélék a főemlősök (Primates) rendjén és az orrtükör nélküliek (Haplorrhini) alrendjén belül a koboldmaki-alkatúak (Tarsiiformes) alrendágának egyetlen ma élő családja. 
A családba három nem és tizennégy faj tartozik:
- Carlito (Groves & Shekelle, 2010) -  1 faj
  -     - Fülöp-szigeteki koboldmaki (Carlito syrichta), korábban (Tarsius syrichta)

- Cephalopachus - 1 faj
  -     - nyugati koboldmaki vagy szundai koboldmaki (Cephalopachus bancanus), korábban (Tarsius bancanus)

- Tarsius (Storr, 1780) - 12 faj
  -     - celebeszi koboldmaki vagy keleti koboldmaki (Tarsius tarsier vagy Tarsius spectrum)
    - makasszári koboldmaki (Tarsius fuscus)
    - Lariang-koboldmaki (Tarsius lariang)
    - Niemitz-koboldmaki (Tarsius niemitzi)
    - Dian-koboldmaki (Tarsius dentatus vagy Tarsius dianae)
    - Peleng-koboldmaki (Tarsius pelengensis)
    - Sangihe-koboldmaki (Tarsius sangirensis)
    - Gursky-koboldmaki (Tarsius spectrumgurskyae)
    - Jatna-koboldmaki (Tarsius supriatnai)
    - Siau-szigeti koboldmaki (Tarsius tumpara)
    - törpe koboldmaki (Tarsius pumilus)
    - Tarsius wallacei

## Képek

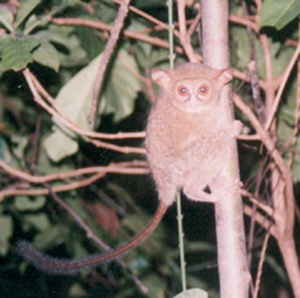
Celebeszi koboldmaki (Tarsius tarsier)
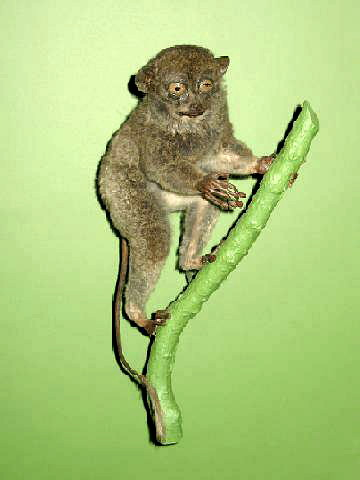
Kitömött törpe koboldmaki

Fülöp-szigeteki koboldmaki (Tarsius syrichta):

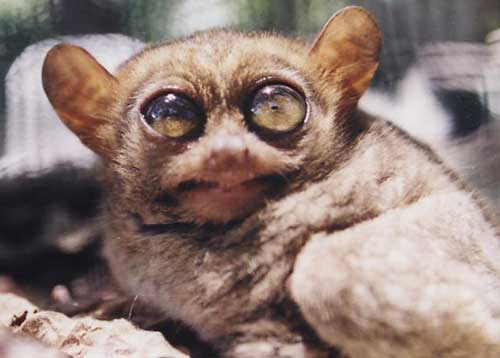
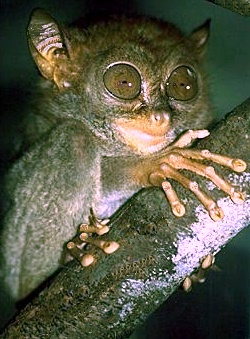
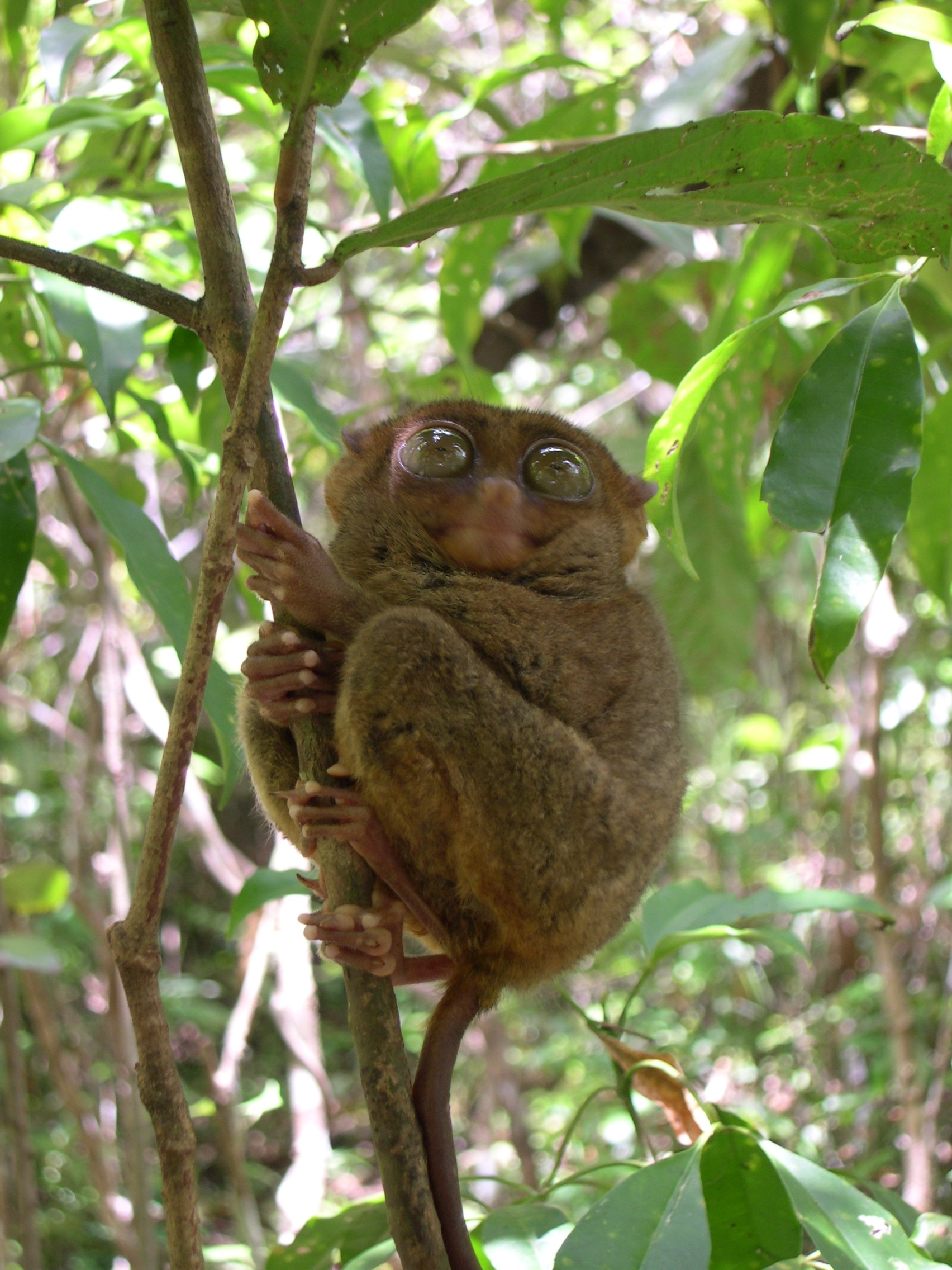
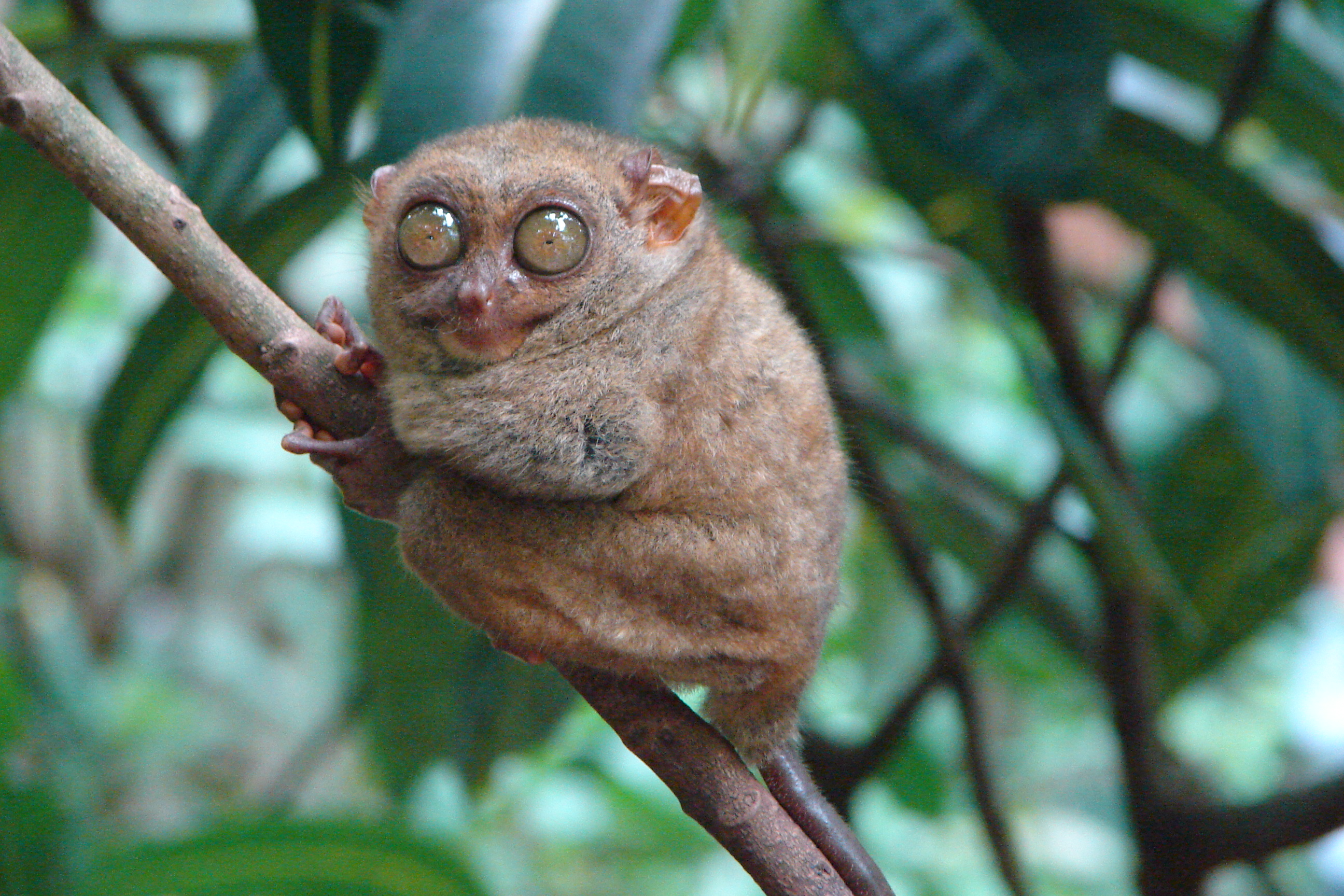
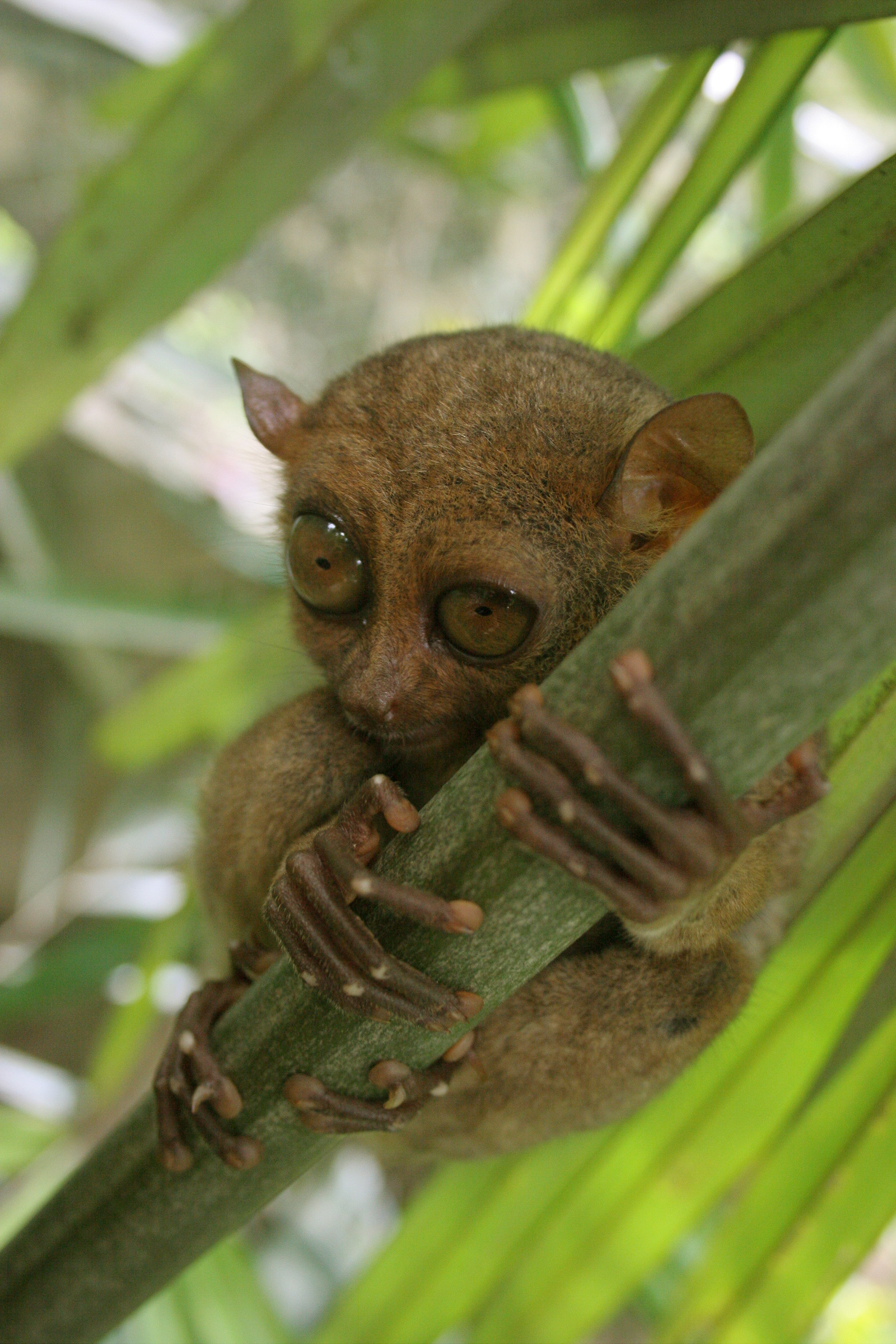
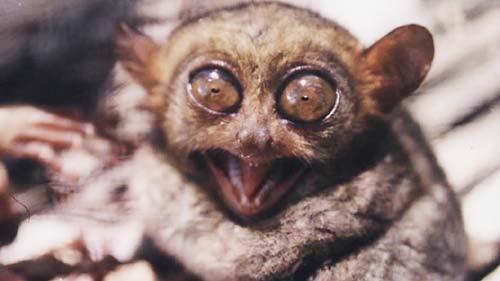